# Lie to Me (canción de 5 Seconds of Summer)
«Lie to Me» es una canción de la banda australiana de pop rock 5 Seconds of Summer. Fue lanzada el 15 de junio de 2018 junto al tercer álbum de estudio de la banda Youngblood. Una nueva versión de la canción en colaboración con la cantante y compositora estadounidense Julia Michaels fue lanzada el 21 de diciembre de 2018 como el cuarto sencillo del álbum, a través de Capitol Records.

## Antecedentes y lanzamiento
El tema fue escrito por Ashton Irwin, Luke Hemmings, Calum Hood, Julia Michaels, Alexandra Tamposi y Andrew Watt, mientras que la producción fue llevada a cabo por este último. Fue estrenada junto al tercer álbum de la banda Youngblood el día 15 de junio de 2018. El 21 de diciembre de 2018 se lanzó una versión remix con la cantante estadounidense Julia Michaels quien formó parte de la composición de la canción.

## Crítica y recepción
Brooke Bajgrowicz de Billboard declaró que: «La nueva versión de Lie to Me tiene las voces suaves de Michaels que cambia la narrativa del tema. Mientras que las letras originales hacen que los chicos rompan por un amor que no se alinea. El texto y las palabras en la última versión, se ajustan a que se exploren explorar ambas lados de la relación.
Daniel Kreps del RollingStone describió la versión acústica como «una toma lenta y guiada por un piano» y describió el video musical que lo acompaña como pintoresco.

## Vídeo musical
El video musical de «Lie to Me» fue publicado el 18 de enero de 2019. El 1 de febrero de 2019, se publicó un segundo vídeo, esta vez una versión acústica del tema en la que se puede ver al grupo tocando en un acantilado.

## Lista de ediciones
Versión con Julia Michaels

| N.º | Título                       | Duración |  |
| 1.  | «Lie to Me» (Julia Michaels) | 2:29     |  |

Versión acústica

| N.º | Título      | Duración |  |
| 1.  | «Lie to Me» | 2:35     |  |

## Créditos y personal
Créditos adaptados de Genius.
- Ashton Irwin - composición, batería, vocales.
- Michael Clifford - guitarra, vocales
- Luke Hemmings - composición, guitarra, vocales.
- Calum Hood - composición, bajo, vocales.
- Ali Tamposi - composición, vocales
- Andrew watt - composición, ingeniería, productor adicional, arreglo de cuerdas, piano, programación
- Nick Taylor - ingeniería, productor adicional
- TommyD - ingeniería, productor adicional
- Andrew Luftman - productor coordinador
- Zvi Edelman - productor coordinador
- Sarah Shelton - productor coordinador
- Jeremy Levin - productor coordinador
- David Silberstein - productor coordinador
- Samantha Schulman - productor coordinador
- Rosie Danvers - arreglo de cuerdas
- David Rodriguez - ingeniero de grabación
- John Hanes - ingeniero de grabación
- Serban Ghenea - ingeniero de mezcla

## Posicionamiento en listas
| Listas (2019)                        | Mejor posición |
| ------------------------------------ | -------------- |
| Australia Dance (ARIA)               | 38             |
| Eslovaquia (Singles Digitál Top 100) | 75             |
| Hungría (Rádiós Top 40)              | 23             |
| Irlanda (IRMA)                       | 42             |
| Malasia (RIM)                        | 16             |
| Nueva Zelanda Hot Singles (RMNZ)     | 9              |
| Portugal (AFP)                       | 87             |
| Reino Unido (UK Singles Chart)       | 99             |
| Singapur (RIAS)                      | 20             |

## Certificaciones
| País (organismo certificador) | Certificación | Unidades certificadas |
| ----------------------------- | ------------- | --------------------- |
| Australia (ARIA)              | 2x Platino    | 140 000               |
| Canadá (Music Canada)         | Oro           | 40 000                |
| Polonia (ZPAV)                | Oro           | 10 000                |
| Portugal (AFP)                | Oro           | 5 000                 |

## Historial de lanzamiento
| País   | Fecha                   | Formato                      | Versión           | Discográfica    | Ref    |
| ------ | ----------------------- | ---------------------------- | ----------------- | --------------- | ------ |
| Varios | 23 de mayo de 2019      | Descarga digital y Streaming | Álbum             | Capitol Records | [ 29 ] |
| Varios | 21 de diciembre de 2018 | Descarga digital y Streaming | Sencillo (Remix)  | Capitol Records | [ 13 ] |
| Varios | 1 de febrero de 2019    | Descarga digital y Streaming | Sencillo acústico | Capitol Records | [ 14 ] |